# Shamanippon -ロイノチノイ-
『shamanippon -ロイノチノイ-』（シャーマニッポン ロイノチノイ）は、堂本剛の通算8枚目のアルバム。2014年2月12日にSHAMANIPPONより発売された。

## 解説
オリジナルアルバムとしては、2012年発売の『shamanippon -ラカチノトヒ-』以来1年10か月ぶりの作品。前作と同一タイトルであり、副題のみ新たなものが名付けられている。副題の「ロイノチノイ」は、初回盤Aに収録されている同名タイトルから採られたもので、逆さから読むと「いのちのいろ」となる。
本アルバムは、大きく2本の柱で構成されており、一方は、2012年に奈良市内に建設された特設会場（名称：shamanippon ship）により、約2か月間にわたり行われたライブにおいて誕生した楽曲、また、それらの経験を経て制作された楽曲などが収録されており、瞬時に生まれた詞・メロディー・アレンジを大きく反影し、ライブが甦る、ライブに行きたくなる楽曲たちが収録された。そのため、既に発表済みの楽曲や、別媒体で収録されている楽曲なども含まれている。もう一方は、堂本が今伝えたい「これからを生きて行くボクたち」をテーマにした楽曲たちである。また、2013年に発売されたシングル「瞬き」の購入者対象の抽選特典として企画された「大人の社会科見学Part3」では、当選者に対し本アルバムの録音風景の一部が公開され、その際、収録曲「shamadokafunk - 謝 円 音 頭」において当選者がコーラスで参加している。
前作発売以降に制作された前記シングル表題曲は通常盤のみの収録であり、アレンジもシングルと異なる。また、同シングルに収録されたカップリング曲が本アルバムに複数収録されているが、堂本のアルバムに先行シングルのカップリング曲が収録されるのは初めてのことである。
前作から引き続き、販売形態により各々独自の名称が付されており、初回盤A「どうも とくべつよしちゃん盤」・初回盤B「とくべつよしちゃん盤」・通常版「ふつうよし盤」、全て堂本の名前をもじったものとなっている。
初回盤Aには収録曲「I gotta take you shamanippon」のPV及びメイキング映像が、初回盤Bには収録曲「Ginger」のPV及びメイキング映像がDVDに収録されている。
また、各形態に封入される応募券による抽選で「大人の社会科見学Part4」が企画された。
オリコン週間アルバムランキングで首位を獲得した。アルバム首位は、オリジナル作品『shamanippon -ラカチノトヒ-』、カバー作品『カバ』に続いて3作連続6作目。3作連続アルバム首位は、『ROSSO E AZZURRO』（2002年8月発売）、『[síː]』（2004年8月発売）、『Coward』（2006年3月発売）で記録して以来、7年11か月ぶりとなった。

## 収録曲
全曲　作詞・作曲：堂本剛

### どうも とくべつよしちゃん盤（初回盤A）

#### CD
1. Welcome to shamanippon - INISHIE groove
2. I gotta take you shamanippon
3. Ginger
4. shamaspice
5. イラミイナカハ
6. イノチトボクラ
7. 美しき日
8. shamadokafunk - 謝 円 音 頭
9. ロイノチノイ ※初回盤Aのみ収録

#### DVD
1. I gotta take you shamanippon Music Clip
2. I gotta take you shamanippon Maiking

### とくべつよしちゃん盤（初回盤B）

#### CD
1. Welcome to shamanippon - INISHIE groove
2. I gotta take you shamanippon
3. Ginger
4. shamaspice
5. イラミイナカハ
6. イノチトボクラ
7. 美しき日
8. shamadokafunk - 謝 円 音 頭
9. 彼方（タイムマシーン） ※初回盤Bのみ収録

#### DVD
1. Ginger Music Clip
2. Ginger Maiking

### ふつうよし盤（通常盤）

#### CD
1. I gotta take you shamanippon
2. 縁 - groovin'  ※通常盤のみ収録
3. Clap Your Mind ※通常盤のみ収録
4. Welcome to shamanippon - INISHIE groove
5. イラミイナカハ
6. ヒ ト ツ ※通常盤のみ収録
7. イノチトボクラ
8. 美しき日
9. Ginger
10. shamaspice
11. shamadokafunk - 謝 円 音 頭
12. 瞬き - 涙 奏 ※通常盤のみ収録

## 参加ミュージシャン
Welcome to shamanippon -INISHIE groove-
- SWING-O a.k.a. 45 - keyboards, Talk box
- 牛尾憲輔(agraph) - Programming
- 屋敷豪太 - Drums
- KenKen - Bass
- 名越由貴夫 - Guitar
- 竹内朋康 - Guitar

I gotta take you shamanippon
- 十川ともじ - Organ, Keyboards
- 屋敷豪太 - Drums, Percussion
- KenKen - Bass,  Chorus
- 堂本剛 - Guitar
- 佐藤タイジ - Guitar, Chorus
- 竹内朋康 - Guitar
- Luis Valle - Trumpet
- SASUKE - Trombone
- かわ島崇文 - Sax
- Tiger - Chorus
- 平岡恵子 - Chorus

Ginger
- SWING-O a.k.a. 45 - Wurlitzer, Keyboards, Tambourine, Programming
- 屋敷豪太 - Drums
- 鈴木渉 - Bass
- 佐藤タイジ - Guitar, Chorus
- 竹内朋康 - Guitar
- Luis Valle - Trumpet
- SASUKE - Trombone
- かわ島崇文 - Sax
- Tiger - Chorus
- Olivia Burrell - Chorus
- 平岡恵子 - Chorus

shamaspice
- SWING-O a.k.a. 45 - Wurlitzer, Keyboards
- 屋敷豪太 - Drums
- 鈴木渉 - Bass
- 名越由貴夫 - Guitar
- 竹内朋康 - Guitar
- Luis Valle - Trumpet
- SASUKE - Trombone
- かわ島崇文 - Sax
- Tiger - Chorus
- 平岡恵子 - Chorus
- スティーヴ エトウ - Percussion

イラミイナカハ
- SWING-O a.k.a. 45 - Rhodes Piano, Organ
- 屋敷豪太 - Drums, Dub
- KenKen - Bass
- 佐藤タイジ - Guitar, Chorus
- 名越由貴夫 - Guitar
- Luis Valle - Trumpet
- SASUKE - Trombone
- かわ島崇文 - Sax
- Tiger - Chorus
- Olivia Burrell - Chorus
- 平岡恵子 - Chorus
- スティーヴエトウ - Percussion

イノチトボクラ
- 十川ともじ - Acoustic Piano
- 屋敷豪太 - Drums
- 鈴木渉 - Bass
- 名越由貴夫 - Guitar
- 小澤篤士 - Trumpet
- SASUKE - Trombone
- かわ島崇文 - Sax

美しき日
- SWING-O a.k.a. 45 - Acoustic Piano, Organ
- 屋敷豪太 - Drums
- KenKen - Bass
- 佐藤タイジ - Guitar
- 名越由貴夫 - Guitar
- 小澤篤士 - Trumpet
- SASUKE - Trombone
- かわ島崇文 - Sax
- Tiger - Chorus
- 平岡恵子 - Chorus

shamadokafunk -謝 円 音 頭
- SWING-O a.k.a. 45 - Rhodes Piano, Keyboards, Talk box
- 屋敷豪太 - Drums
- 鈴木渉 - Bass
- 竹内朋康 - Guitar
- Luis Valle - Trumpet
- SASUKE - Trombone
- かわ島崇文 - Sax
- Tiger - Chorus
- Olivia Burrell - Chorus
- 平岡恵子 - Chorus
- 社会科見学MEMBER - Chorus

ロイノチノイ
- 牛尾憲輔 - Programming
- 十川ともじ - Piano

彼方（タイムマシーン）
- SWING-O a.k.a. 45 - Acoustic Piano

縁 - groovin'
- 十川ともじ - Programming, Acoustic Piano, Organ
- 屋敷豪太 - Drums
- KenKen - Bass, Chorus
- 堂本剛 - Guitar
- 名越由貴夫 - Guitar
- 竹内朋康 - Guitar
- Luis Valle - Trumpet
- SASUKE: - Trombone
- かわ島崇文 - Sax
- Tiger - Chorus
- 平岡恵子 - Chorus
- SWING-O a.k.a. 45: Chorus

Clap Your Mind
- SWING-O a.k.a. 45 - Wurlitzer, Keyboards
- 屋敷豪太 - Drums
- 鈴木渉 - Bass
- 名越由貴夫 - Guitar
- 竹内朋康 - Guitar
- Luis Valle - Trumpet
- SASUKE - Trombone
- かわ島崇文 - Sax
- 平岡恵子 - Chorus
- 真城めぐみ - Chorus
- スティーヴ エトウ - Percussion

ヒ ト ツ
- 上田健司 - Programming, Bass
- 屋敷豪太 - Drums
- 名越由貴夫 - Guitar
- 平岡恵子 - Guitar
- SWING-O a.k.a. 45 - Organ, Keyboards

瞬き - 涙 奏
- SWING-O a.k.a. 45 - Acoustic Piano